# Arquitetura normanda

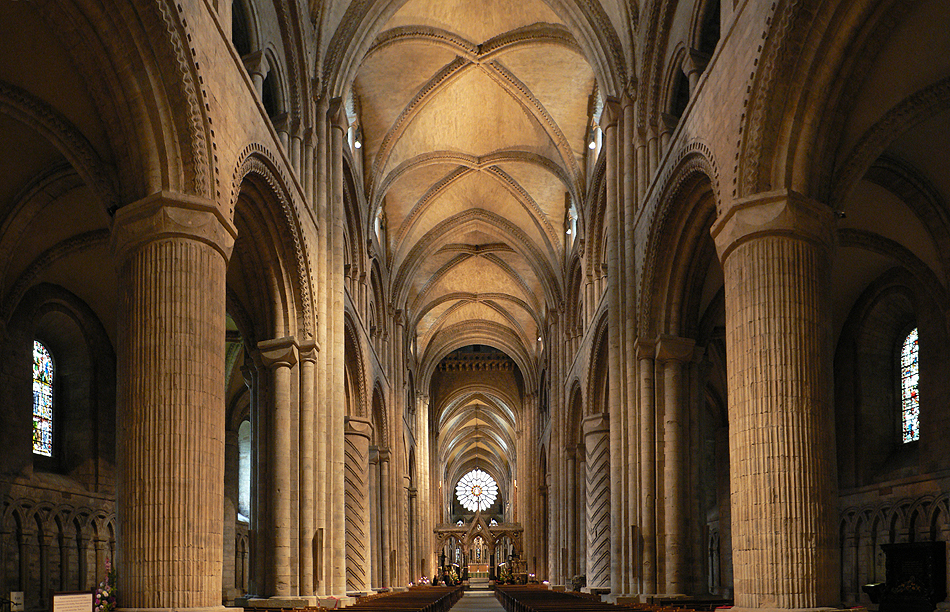
A nave da Catedral de Durham.

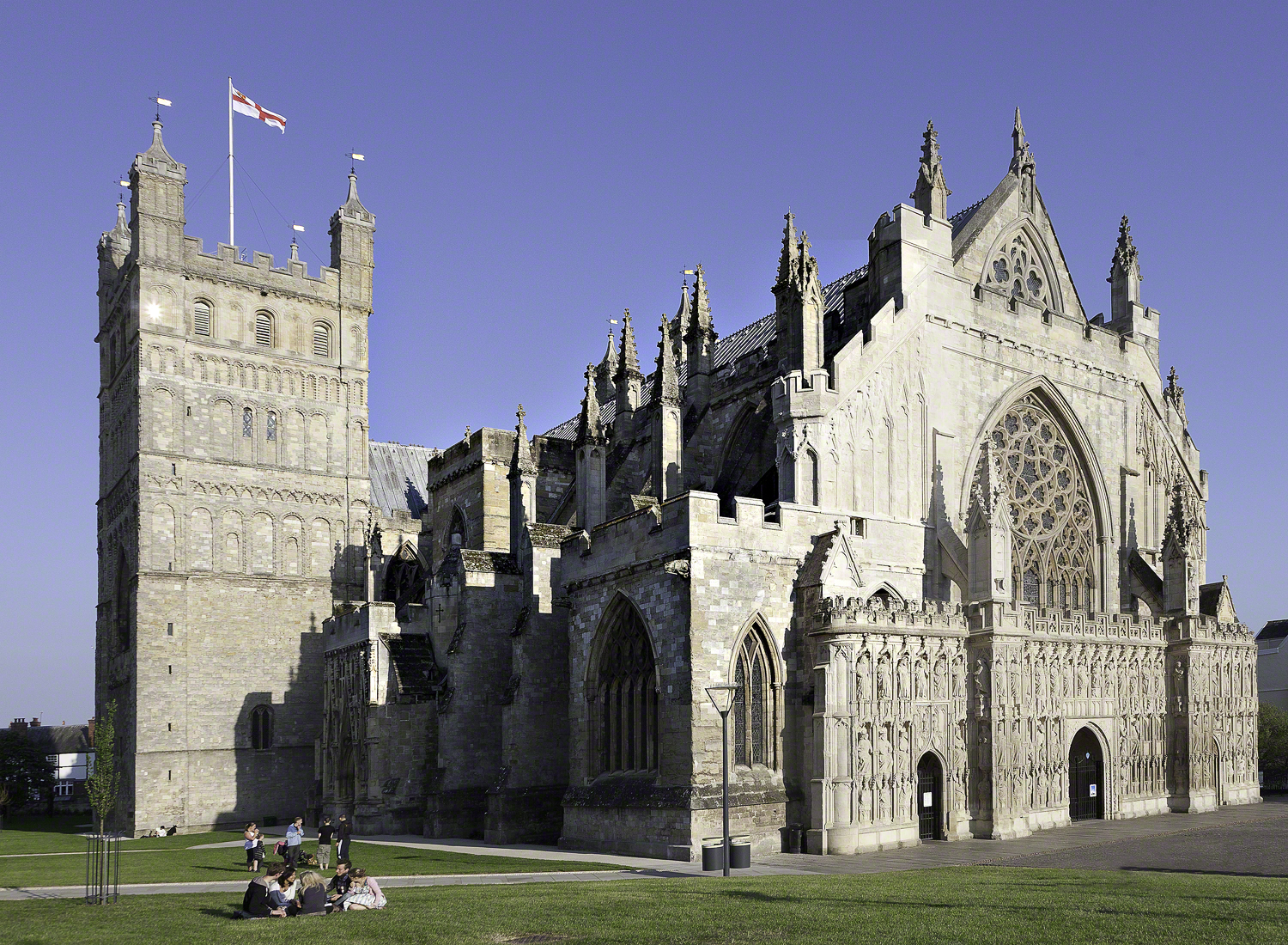
Igreja catedral de São Pedro em Exeter

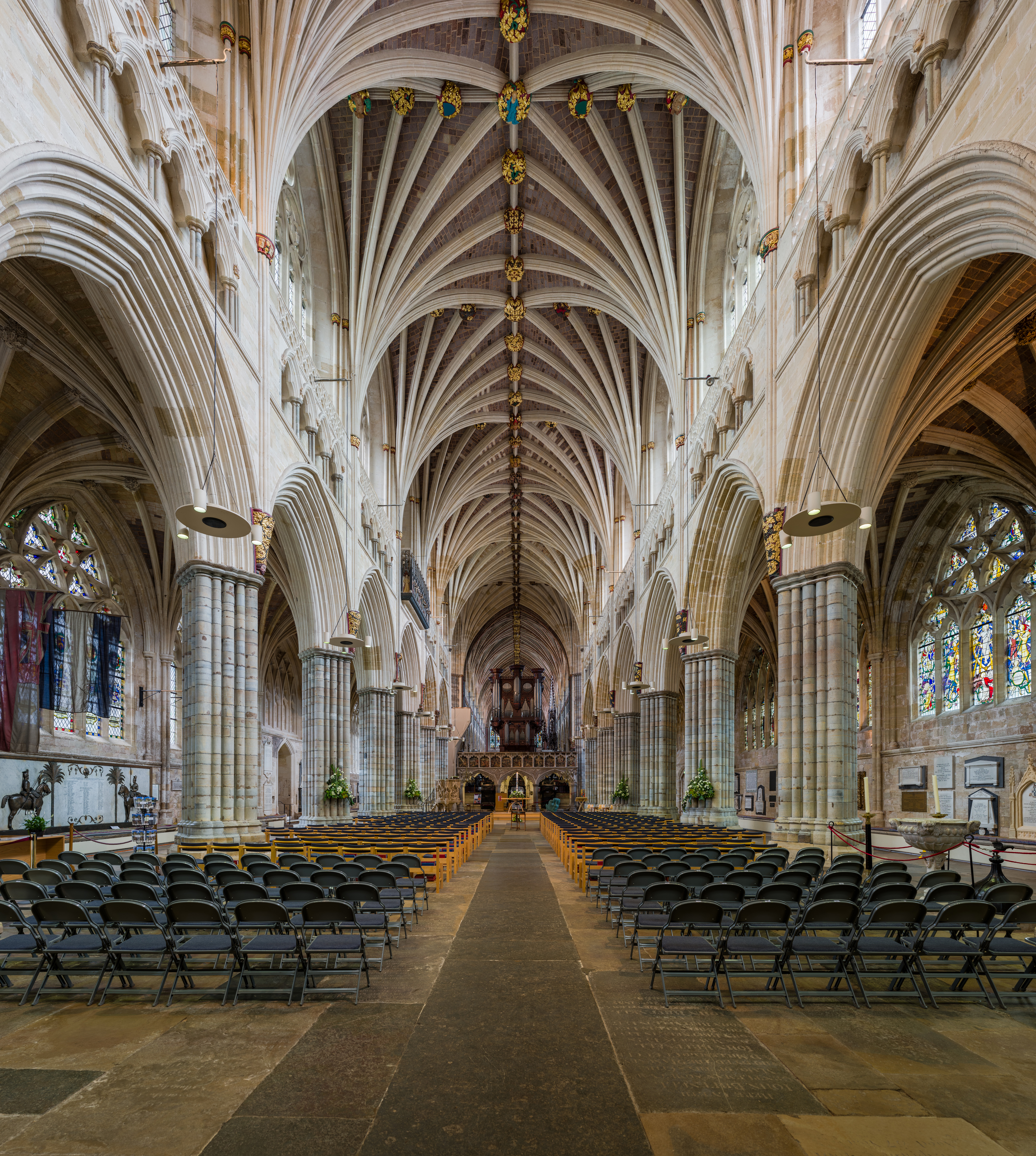
Vista interna da nave da Catedral de Exeter, olhando para o leste.

Arquitetura normanda é o termo usado para classificar estilos da arquitetura românica desenvolvida pelos normandos nas várias terras sob seu domínio ou influência nos séculos XI e XII. Em particular, o termo é utilizado tradicionalmente para a arquitetura românica inglesa. Os normandos introduziram um grande número de castelos e fortificações, incluindo a menagem normanda, e ao mesmo tempo mosteiros, abadias, igrejas e catedrais, em um estilo caracterizado pelos habituais arcos arredondados românicos (particularmente sobre as janelas e portas) e proporções especialmente maciças em comparação com outras variações regionais do estilo.

## Origens
Este estilo românico originou-se na Normandia e generalizou-se no norte da Europa Ocidental, particularmente na Inglaterra, o que contribuiu com um desenvolvimento considerável e tem o maior número de exemplos sobreviventes. Mais ou menos ao mesmo tempo uma dinastia normanda governou a Sicília, produzindo uma variação distintiva incorporando influências bizantinas e sarracenas, que também são conhecidas como arquitetura normanda, ou, alternativamente, como românico siciliano. A invenção do arco da Roma Antiga é a base de toda a arquitetura normanda.
O termo pode ter originado com antiquários do século XVIII, mas seu uso em uma sequência de estilos tem sido atribuído a Thomas Rickman em seu trabalho An Attempt to Discriminate the Styles of English Architecture from the Conquest to the Reformation de 1817, que usou os rótulos "Normando, Inglês Primitivo, Decorado, e Perpendicular". O termo românico mais inclusivo foi usado nas línguas românicas em inglês em 1715, e foi aplicado à arquitetura dos séculos XI e XII a partir de 1819. Embora Eduardo, o Confessor construiu a Abadia de Westminster em estilo românico (atualmente substituída por reconstruções posteriores) pouco antes da conquista, que ainda se acredita ser o maior edifício românico antigo na Inglaterra, sem significativa a arquitetura românica restante na Grã-Bretanha pode ser claramente demonstrada anterior à conquista, embora historiadores acreditam que muitos elementos "Normandos" sobreviventes em edifícios, quase todos em igrejas, podem muito bem ser de fato anglo-saxônicos.

## Inglaterra

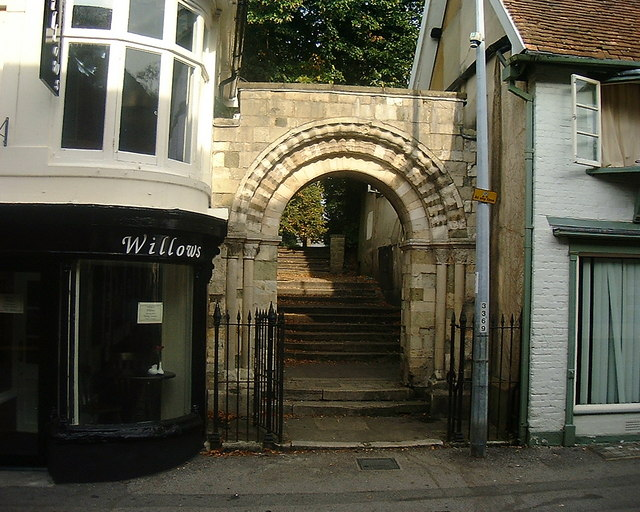
Um arco normando c. 1150 em Andover, Hampshire.

Na Inglaterra, os nobres e bispos normandos tiveram influência antes da conquista normanda de 1066, e as influências normandas afetaram a arquitetura anglo saxônica tardia. Eduardo, o Confessor, foi criado na Normandia, e em 1042 trouxe pedreiros para trabalhar na Abadia de Westminster, o primeiro edifício românico, na Inglaterra. Em 1051 trouxe cavaleiros normandos que construíram castelos "de mota" como uma defesa contra os galeses. Seguindo a invasão os normandos rapidamente construíram castelos de mota e fortificação, e em uma explosão da atividade de construção criaram igrejas e abadias, bem como fortificações mais elaboradas, incluindo pedra de menagem normanda.
Os edifícios mostram proporções enormes em geometrias simples, a alvenaria com pequenos grupos de escultura, talvez como arcadas cegas, e espaços concentrados de capiteis e portas redondas e o tímpano debaixo de um arco. O arco normando possui uma volta perfeita. Molduras normandas são esculpidas ou incisas com ornamento geométrico, tais como padrões de viga, frequentemente chamadas de "molduras zig-zag", em torno de arcos. As igrejas cruciformes muitas vezes tinham presbitérios profundos e uma torre de travessia quadrada que manteve uma característica da arquitetura eclesiástica inglesa. Centenas de igrejas paroquiais foram construídas e as grandes catedrais inglesas foram fundadas a partir de 1083.
Depois de um incêndio danificar a Catedral de Cantuária em 1174, pedreiros normandos introduziram a nova arquitetura gótica. Por volta de 1191 a Catedral de Wells e a Catedral de Lincoln apresentaram o estilo gótico à Inglaterra, e o normando tornou-se cada vez mais um estilo modesto de edifício provincial.

### Arquitetura militar
- Torre Branca (Torre de Londres)
- Castelo de Rochester
- Castelo de Norwich
- Castelo de Colchester, o maior castelo normando construído e a primeira pedra de menagem na Inglaterra[4][5]
- Castelo de Hedingham, Essex
- Castelo de Oxford

### Arquitetura doméstica
- Jew's House, Lincoln
- Boothby Pagnell Manor, Lincolnshire
- Castelo de Oakham, Rutland
- Moyse's Hall Museum, Bury St Edmunds, Suffolk (c.1180)[6]

### Arquitetura religiosa
- Catedral de Durham
- Catedral de Winchester, Hampshire

## Irlanda
Os normandos desembarcaram pela primeira vez na Irlanda em 1169. Em cinco anos de terraplenagem castelos foram surgindo, e em outros cinco, o trabalho foi iniciado em alguns dos primeiros dos grandes castelos de pedra. Por exemplo, Hugo de Lacy construiu um castelo de mota no local do atual Castelo de Trim, Condado de Meath, que foi atacado e queimado em 1173 pelo rei irlandês Ruaidrí Ua Conchobair. De Lacy, no entanto, em seguida, construiu um castelo de pedra em seu lugar, no qual se juntava mais de três acres dentro de suas paredes, e esse não pôde ser queimado pelos irlandeses. Os anos entre 1177 e 1310 viram a construção de alguns dos maiores castelos normandos na Irlanda. Os normandos estabeleceram-se principalmente em uma área no leste da Irlanda, mais tarde conhecida como a Estacada, e entre outros edifícios construídos estavam o Castelo de Swords em Fingal (North County Dublin), o Castelo de Dublin e o Castelo de Carrickfergus no condado de Antrim.

## Estilo de transição
Como mestres pedreiros desenvolveram o estilo e experimentaram com formas de superar as dificuldades geométricas do teto abobadado, introduziram recursos como o arco ogival que depois foi caracterizado como sendo de estilo gótico. Historiadores da arquitetura e estudiosos consideram que um estilo deve ser avaliado como um todo integral, em vez de um conjunto de características, e enquanto alguns incluem esses acontecimentos nos estilos normando ou românico, outros os descrevem como de transição, ou "Normando-Gótico Transitório". Alguns sites usam o termo "normando gótico", mas não está claro se eles se referem ao estilo de transição, ou ao estilo normando como um todo.